# Пирита (микрорайон)
Пи́рита (эст. Pirita) — микрорайон в одноимённом районе Пирита города Таллина, Эстония. Получил своё имя по названию монастыря Святой Бригитты, который эстонцы также издавна называли монастырём Пирита (эст. Pirita klooster).

## География

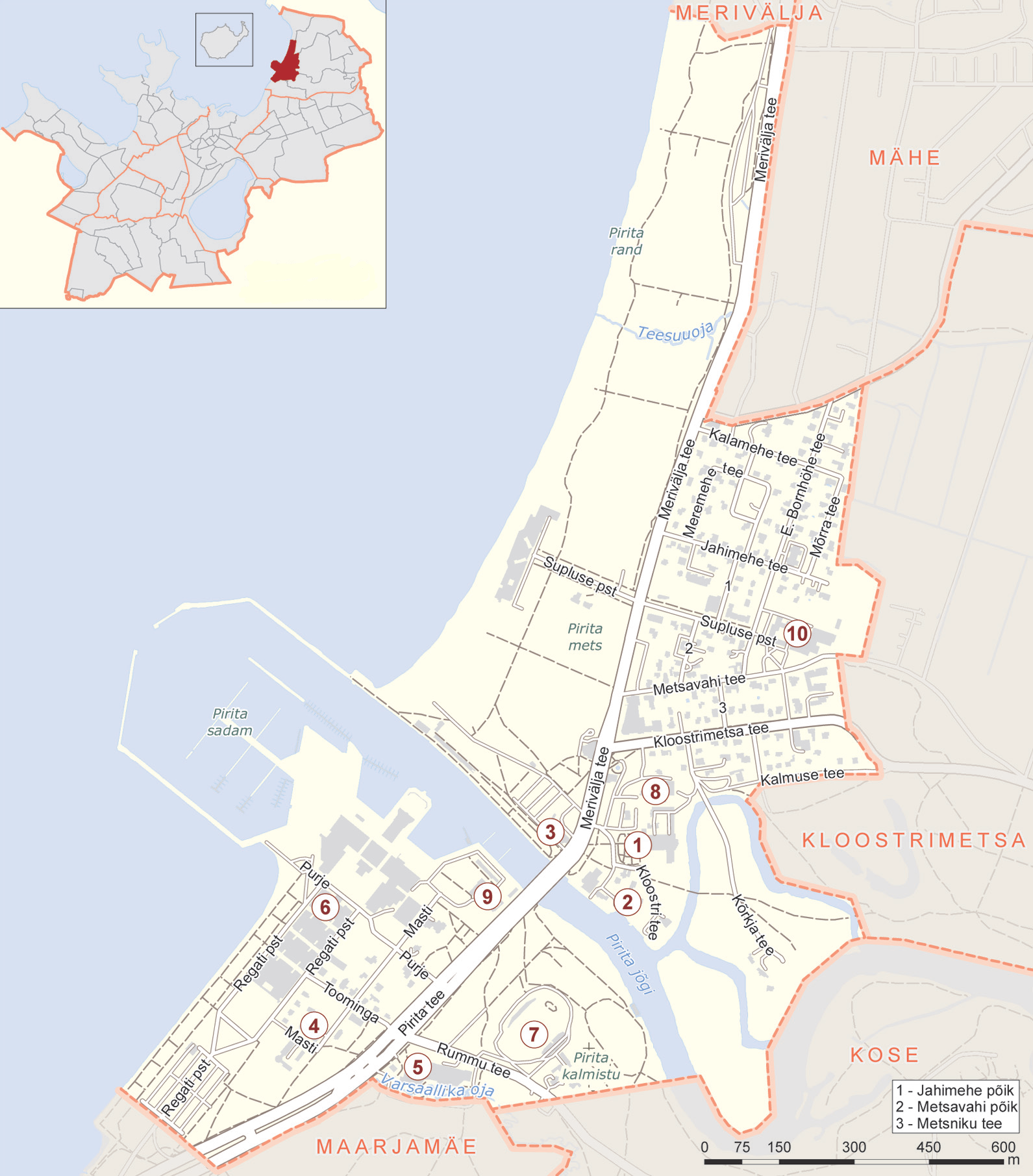
Карта микрорайона Пирита

Расположен на берегу Таллинского залива. Площадь — 1,73 км². Плотность населения на 1 января 2023 года — 639,9 чел/км². Граничит с микрорайонами Меривялья, Мяхе, Клоостриметса, Козе и Маарьямяэ. На территории микрорайона находится устье реки Пирита. 

## Улицы
Главными улицами микрорайона являются Меривялья, Рандвере, Клоостриметса, Пирита, Румму.

## Население
| Численность населения микрорайона Пирита на 1 января по данным Регистра народонаселения | Численность населения микрорайона Пирита на 1 января по данным Регистра народонаселения | Численность населения микрорайона Пирита на 1 января по данным Регистра народонаселения | Численность населения микрорайона Пирита на 1 января по данным Регистра народонаселения | Численность населения микрорайона Пирита на 1 января по данным Регистра народонаселения | Численность населения микрорайона Пирита на 1 января по данным Регистра народонаселения | Численность населения микрорайона Пирита на 1 января по данным Регистра народонаселения | Численность населения микрорайона Пирита на 1 января по данным Регистра народонаселения |
| 2008                                                                                    | 2010                                                                                    | 2011                                                                                    | 2012                                                                                    | 2013                                                                                    | 2014                                                                                    | 2015                                                                                    | 2016                                                                                    |
| --------------------------------------------------------------------------------------- | --------------------------------------------------------------------------------------- | --------------------------------------------------------------------------------------- | --------------------------------------------------------------------------------------- | --------------------------------------------------------------------------------------- | --------------------------------------------------------------------------------------- | --------------------------------------------------------------------------------------- | --------------------------------------------------------------------------------------- |
| 867                                                                                     | ↗911                                                                                    | →911                                                                                    | ↗926                                                                                    | ↗948                                                                                    | ↗960                                                                                    | ↗997                                                                                    | ↗1019                                                                                   |
| 2017                                                                                    | 2018                                                                                    | 2019                                                                                    | 2020                                                                                    | 2021                                                                                    | 2022                                                                                    | 2023                                                                                    |                                                                                         |
| →1019                                                                                   | ↗1034                                                                                   | ↘1029                                                                                   | ↗1102                                                                                   | ↗1116                                                                                   | ↘1107                                                                                   | →1107                                                                                   |                                                                                         |

## История
В XV веке одновременно со строительством монастыря Святой Бригитты на правом берегу реки Пирита рядом с ним возникла деревня, согласно письменным источникам 1407 года носившая название Мариендаль (Mariendal). На карте Меллина 1798 года данный район обозначен как Brigitten. 
До 1908 года здесь было только 3 жилых дома, и все они были построены в 1902 году. Затем в окрестностях бывшего монастыря стала возникать компактная застройка. До Второй мировой войны окрестности монастыря не входили в состав Таллина и были включены в него в 1945 году. Территория напротив монастыря, на левом берегу реки, вошла в состав Таллина намного раньше, и её начали застраивать с 1908 года. 
Современный микрорайон в разные периоды времени упоминается под разными названиями: нижненем.яз. Sandwacke (1569), Pirrida (1603), нем. Brigitten (1725, 1798), нем. Pirita (1871), деревня Бригитовка (1900), село Бригитовка (1913),  в 1930-е годы — посёлок Пирита (эст. Pirita alevik).

## Инфраструктура и достопримечательности
Микрорайон является центральной частью района Пирита, где расположена районная управа, Центр парусного спорта, возведённый к Летним Олимпийским играм 1980 года и в 1999 году внесённый в Государственный регистр памятников культуры Эстонии, Пиритаский спортивный комплекс (велодром), руины монастыря Святой Бригитты (внесены в Государственный регистр памятников культуры Эстонии), а также магазины, гостиницы и знаменитый морской пляж. 

## Застройка

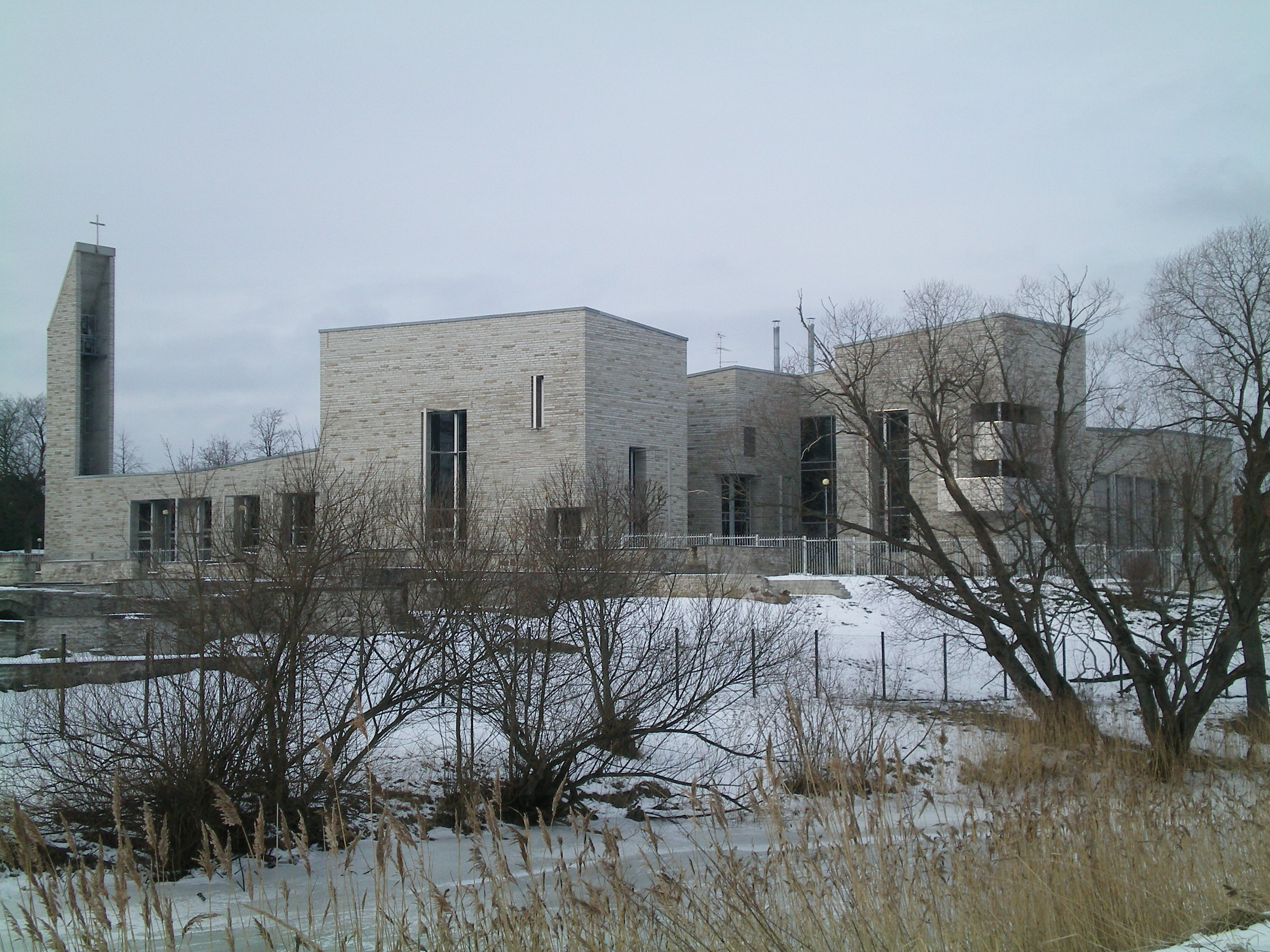
Новый монастырь Пирита

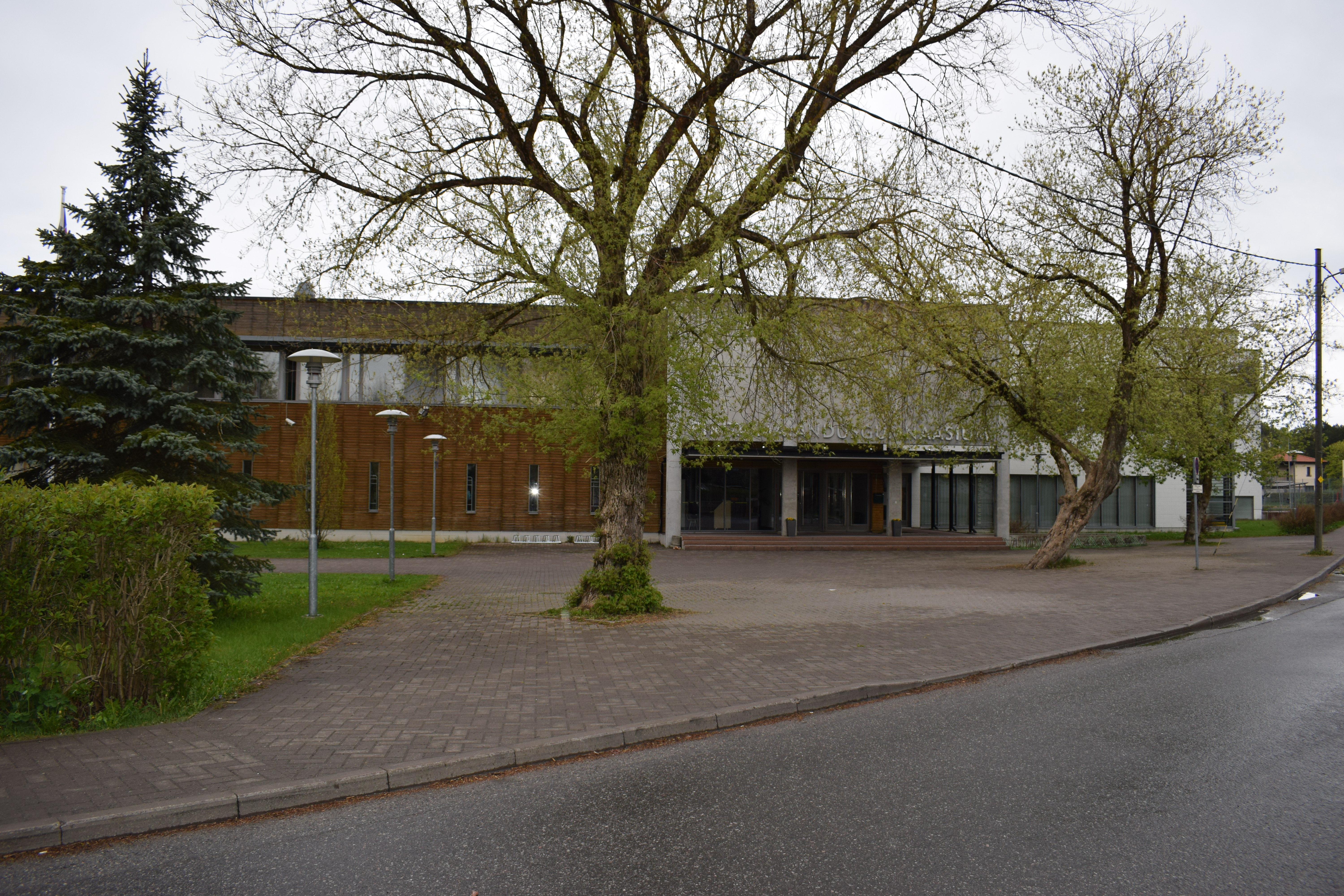
Пиритаская экономическая гимназия

Микрорайон в основном застроен индивидуальными жилыми домами. В 2000-е годы в Пирита началось строительство малоэтажных квартирных домов. Особенно популярным и престижным местом для новой застройки стали окрестности Парусного центра. Несмотря на протесты местных жителей, квартирное строительство в микрорайоне продолжается, новым компактным жилым комплексам даются звучные названия: «Парусная Резиденция» (эст. Purje Residents, между улицами Регати и Пурье), «Садовый городок Масти» (эст. Aedlinnak Masti, на улице Масти). В знаменитом пляжном здании Пирита в конце 2000-х годов также был отстроен люксовый квартирный комплекс под названием «Pirita Beach Apartments & SPA».

## Предприятия, учреждения и организации
- Kloostri tee 6 — Управа района Пирита;
- Purje tn 8 — спа-отель «Pirita Marina Hotel & SPA»;
- Purje tn 13 — порт Пирита;
- Pirita tee 17— порт яхт-клуба «Калев»
- Pirita tee 17 — яхтклуб «Калев»;
- Merivälja tee 18 — гостевой дом Пиритаского монастыря;
- Metsavahi tee 4 — Пиритаский социальный центр;
- Metsavahi tee 19 — Пиритаская экономическая гимназия,
  - библиотека Пирита;
- E. Bornhöhe tee 10 — Пиритаский детский сад;
- Rummu tee 4 — супермаркет торговой сети «Selver»;
- Merivälja tee 24 — торговый центр «Пирита» (Pirita Keskus), 
  - супермаркет торговой сети «Rimi»;
- Kloostrimetsa tee 22 — Пиритаская спасательная команда;
- Kloostrimetsa tee 29 — Пиритаский центр семейных врачей.

## Объекты досуга
- Purje tn 9 — Центр парусного спорта;
- Rummu tee 3 — Пиритаский спортивный комплекс. Включает в себя велодром, теннисный корт, площадку для настольного тенниса, открытый ледовый каток (работает только зимой);
- Merivälja tee 1F — Клуб сёрфинга;
- Merivälja tee 3 — Пиритаский центр досуга;
- Merivälja tee 5A — Пиритаский парк приключений;
- Kloostri tee 6A — лодочная станция «Bell Marine» на реке Пирита.

## Общественный транспорт
В Пирита курсируют городские автобусы маршрутов № 1А, 6, 8, 34А, 38 и 49.

## Галерея

Микрорайон Пирита
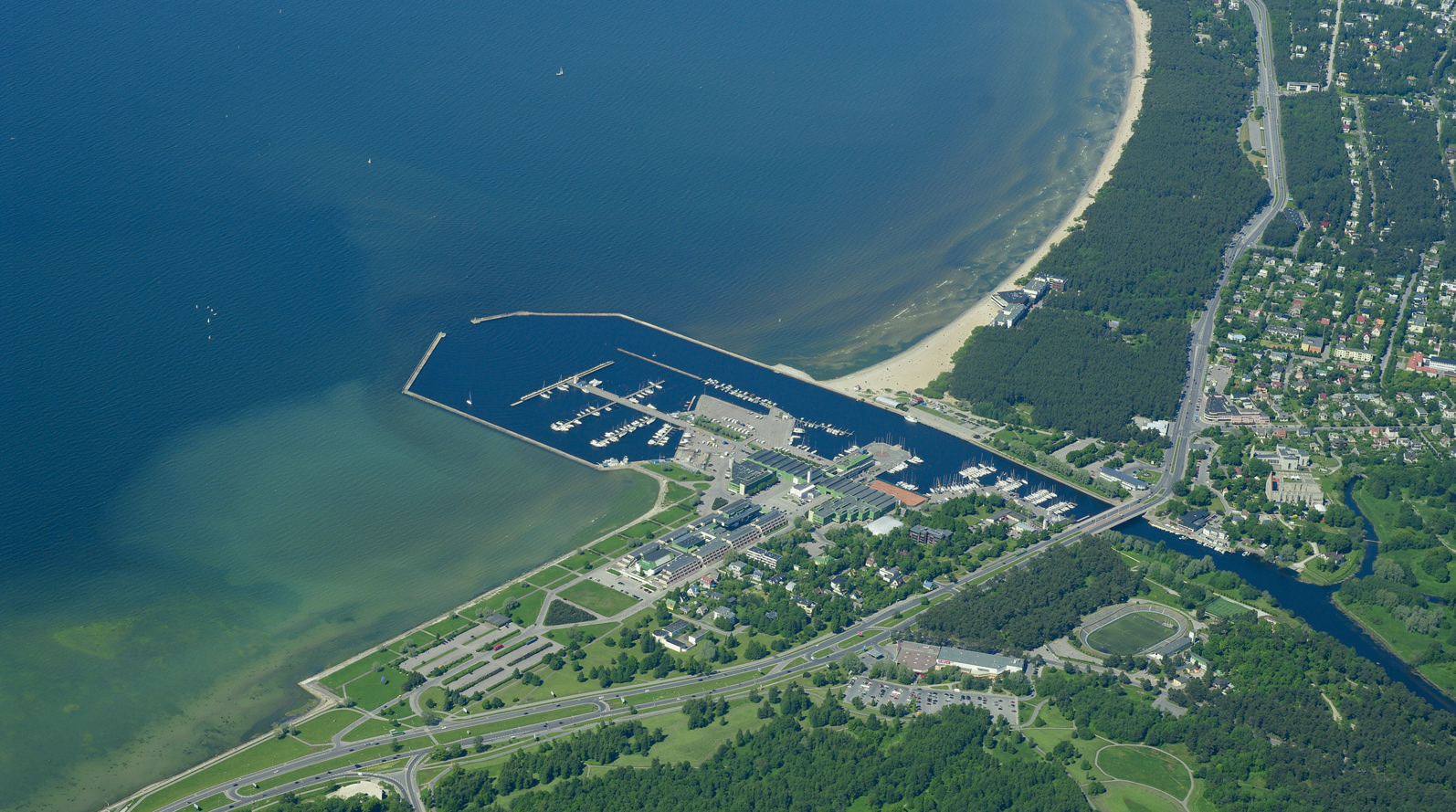
Аэрофото микрорайона Пирита
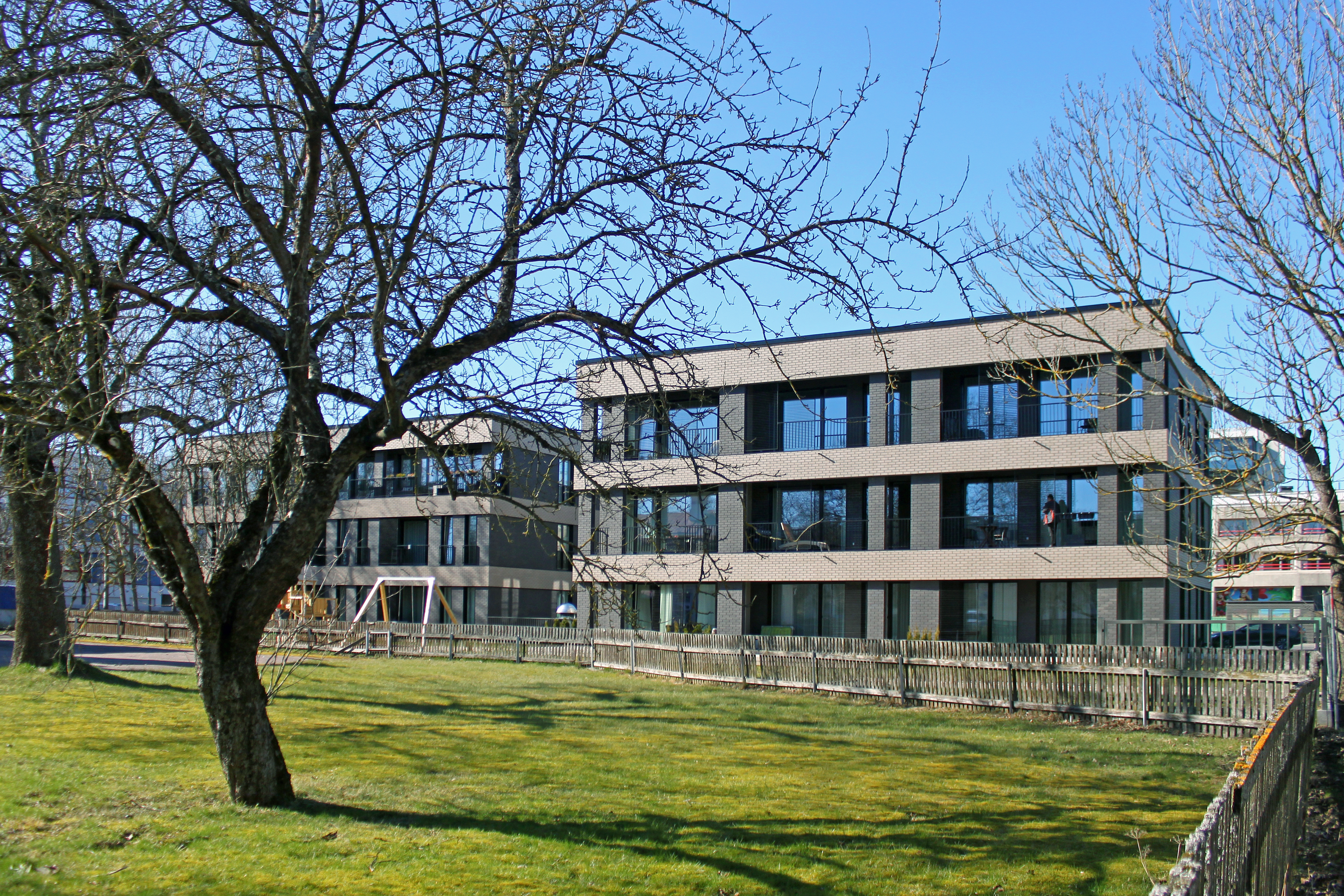
Новые жилые дома на улице Регати
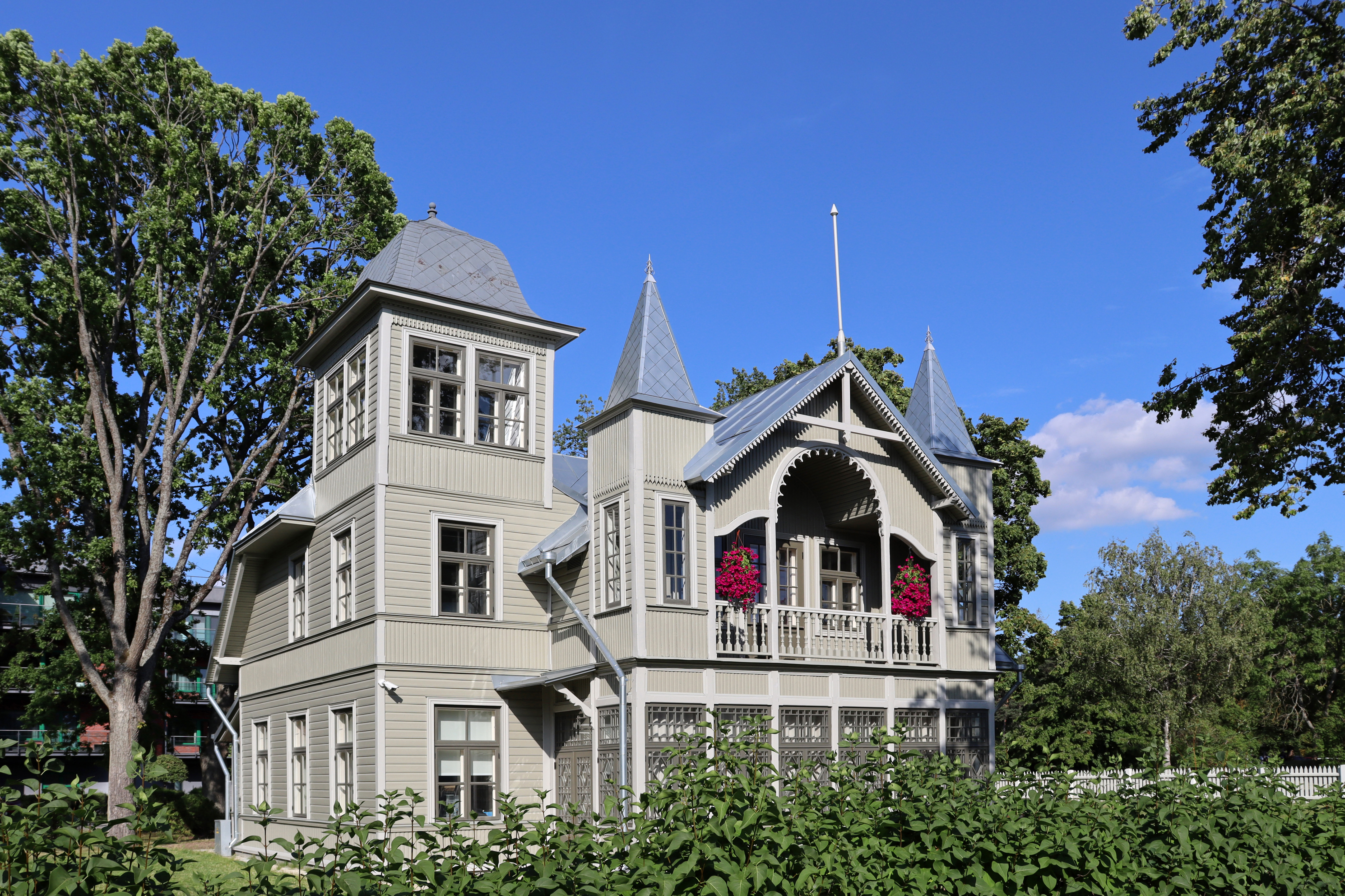
Улица Пурье 4 (памятник архитектуры)
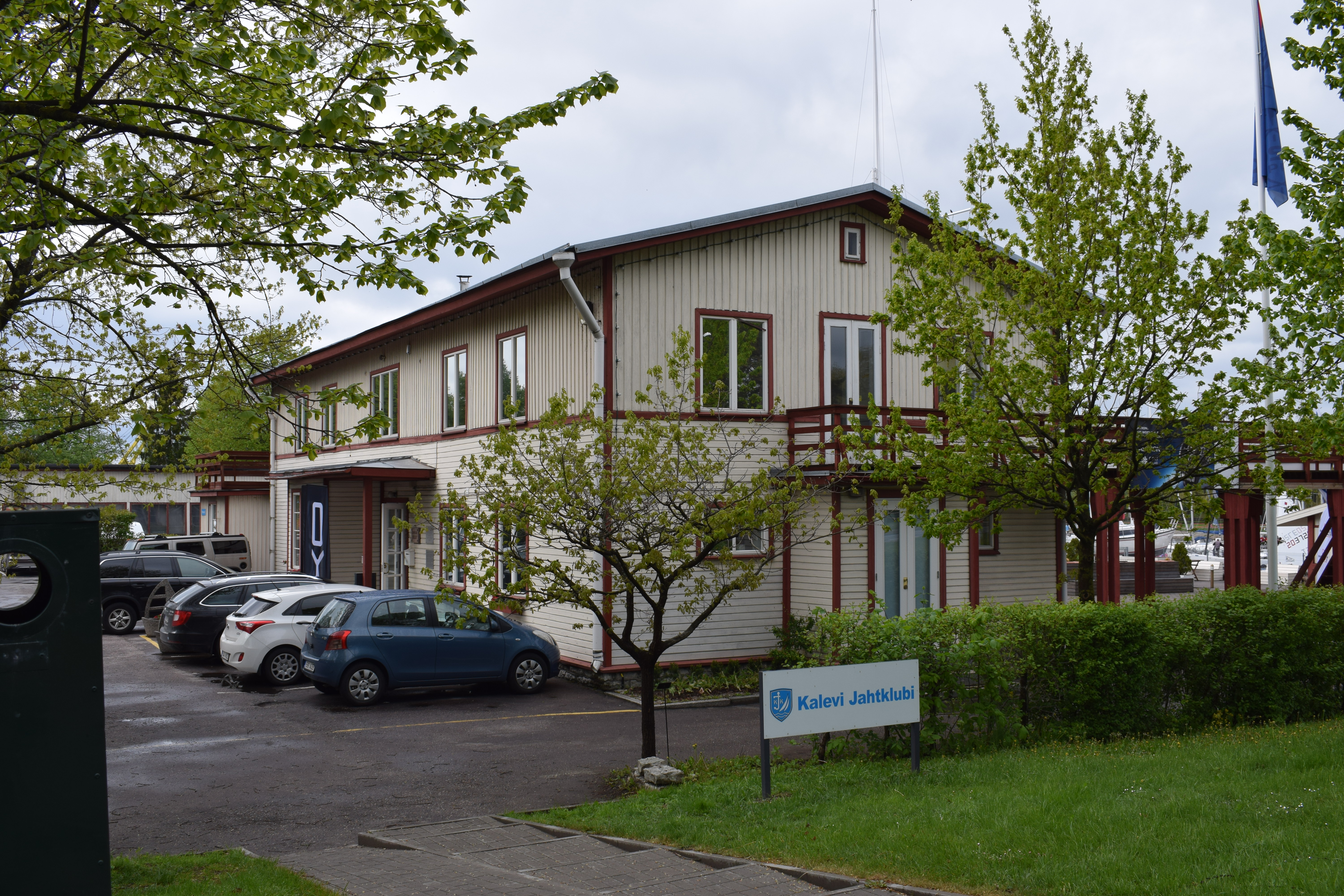
Здание яхтклуба «Калев» (памятник архитектуры)
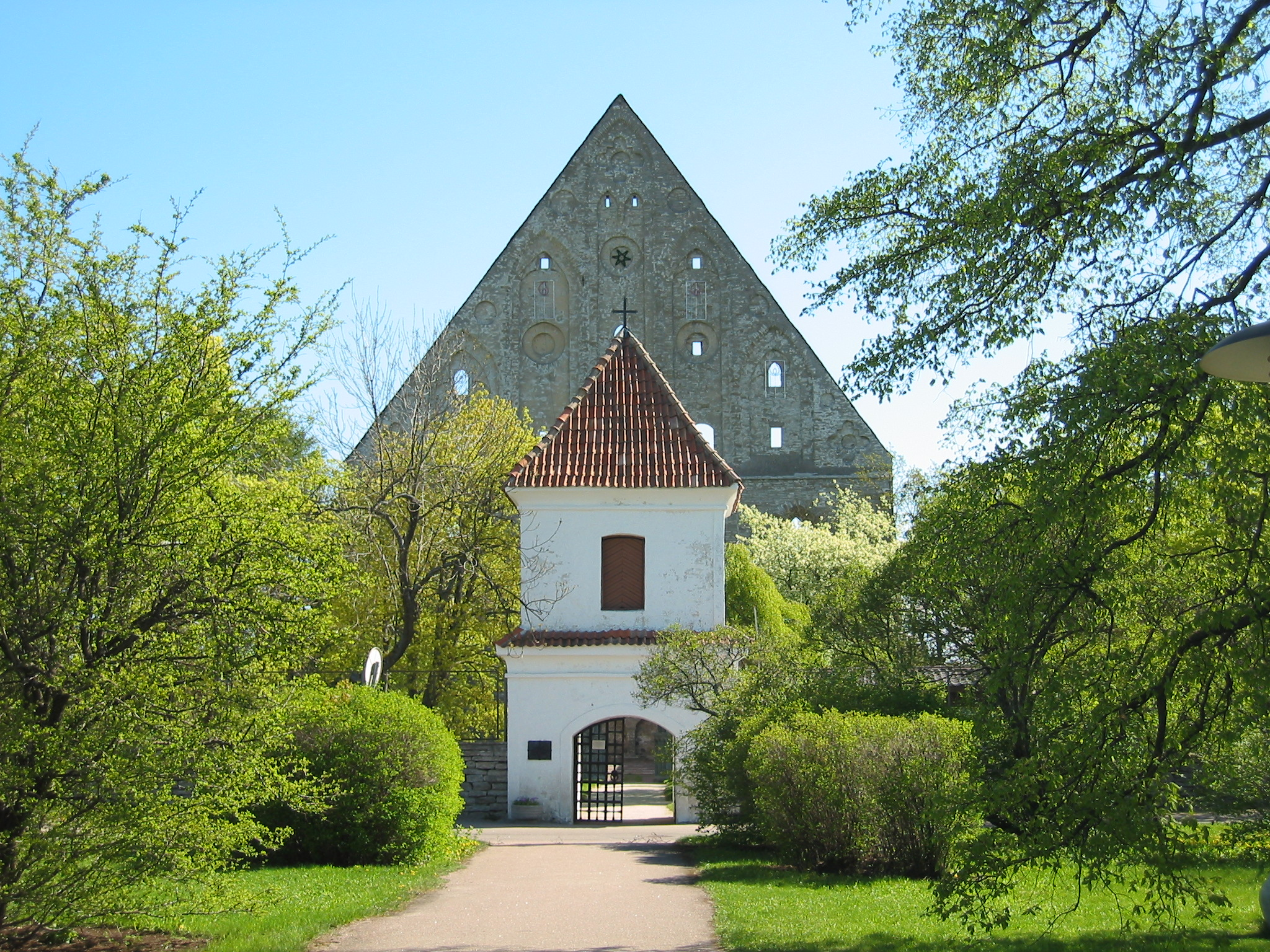
Вход в монастырь Святой Бригитты
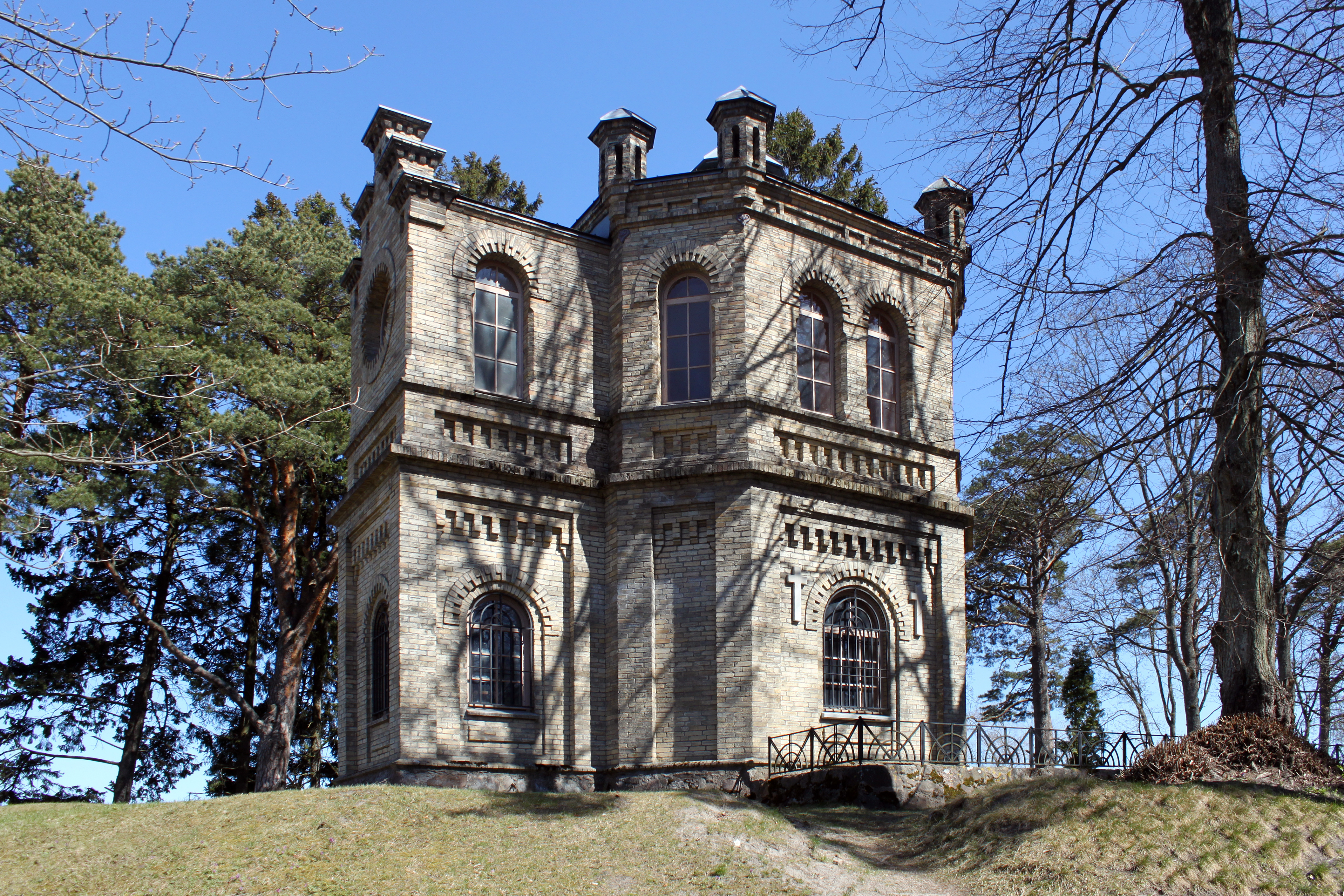
Часовня семьи Кохов, памятник архитектуры
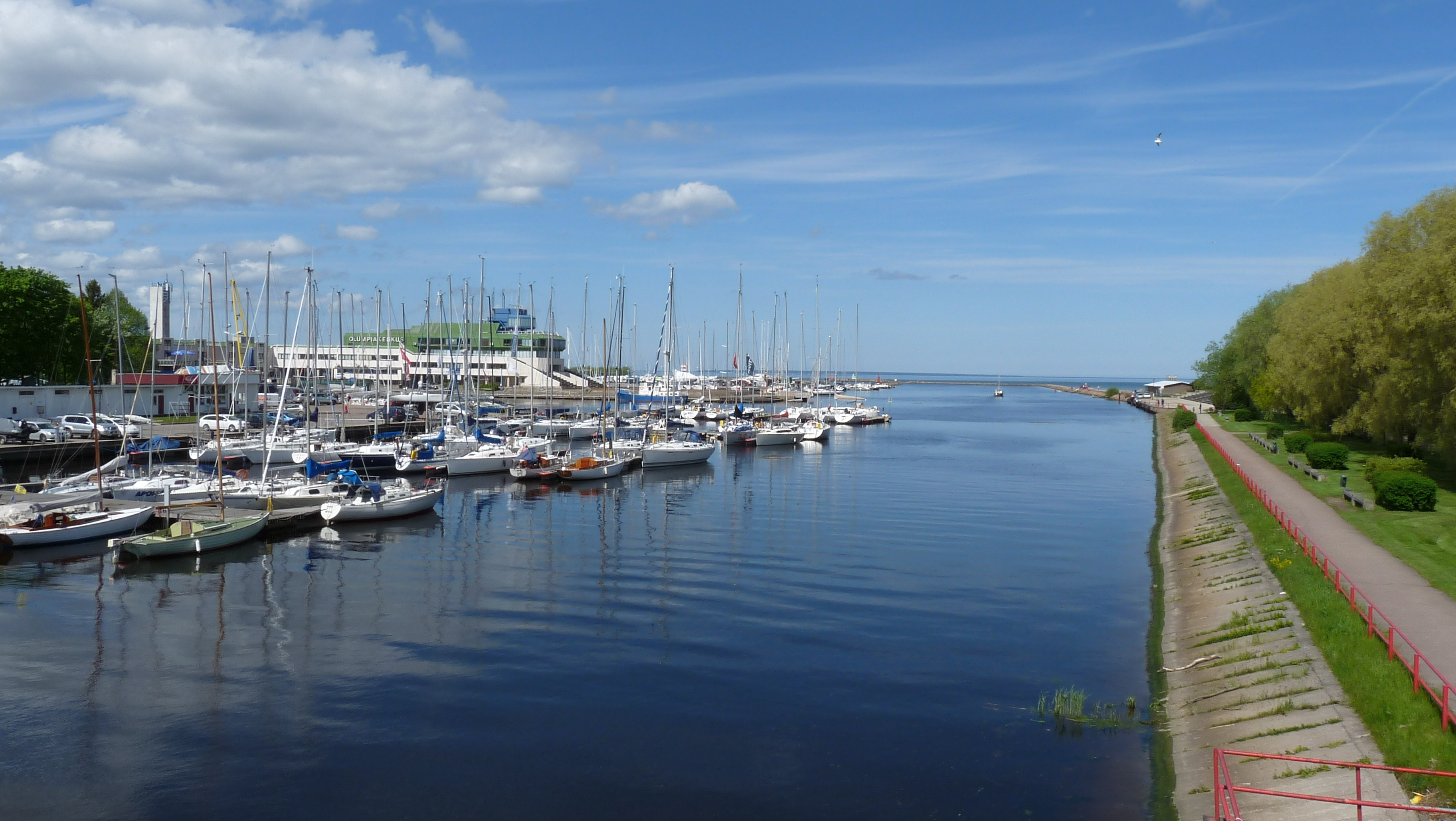
Устье реки Пирита и Центр парусного спорта
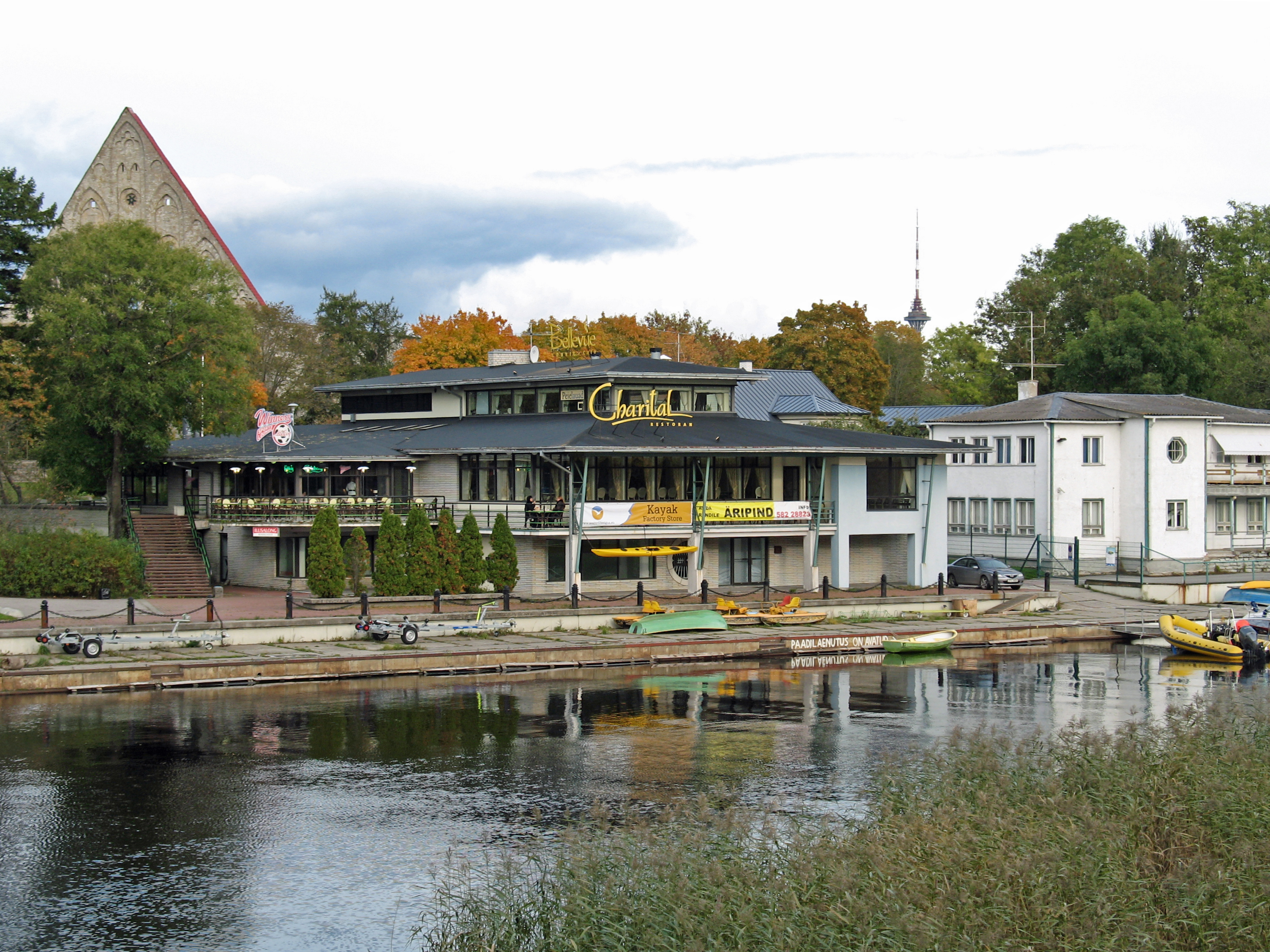
Лодочная станция и ресторан Charital в 2009 году (ныне здание управы района Пирита)
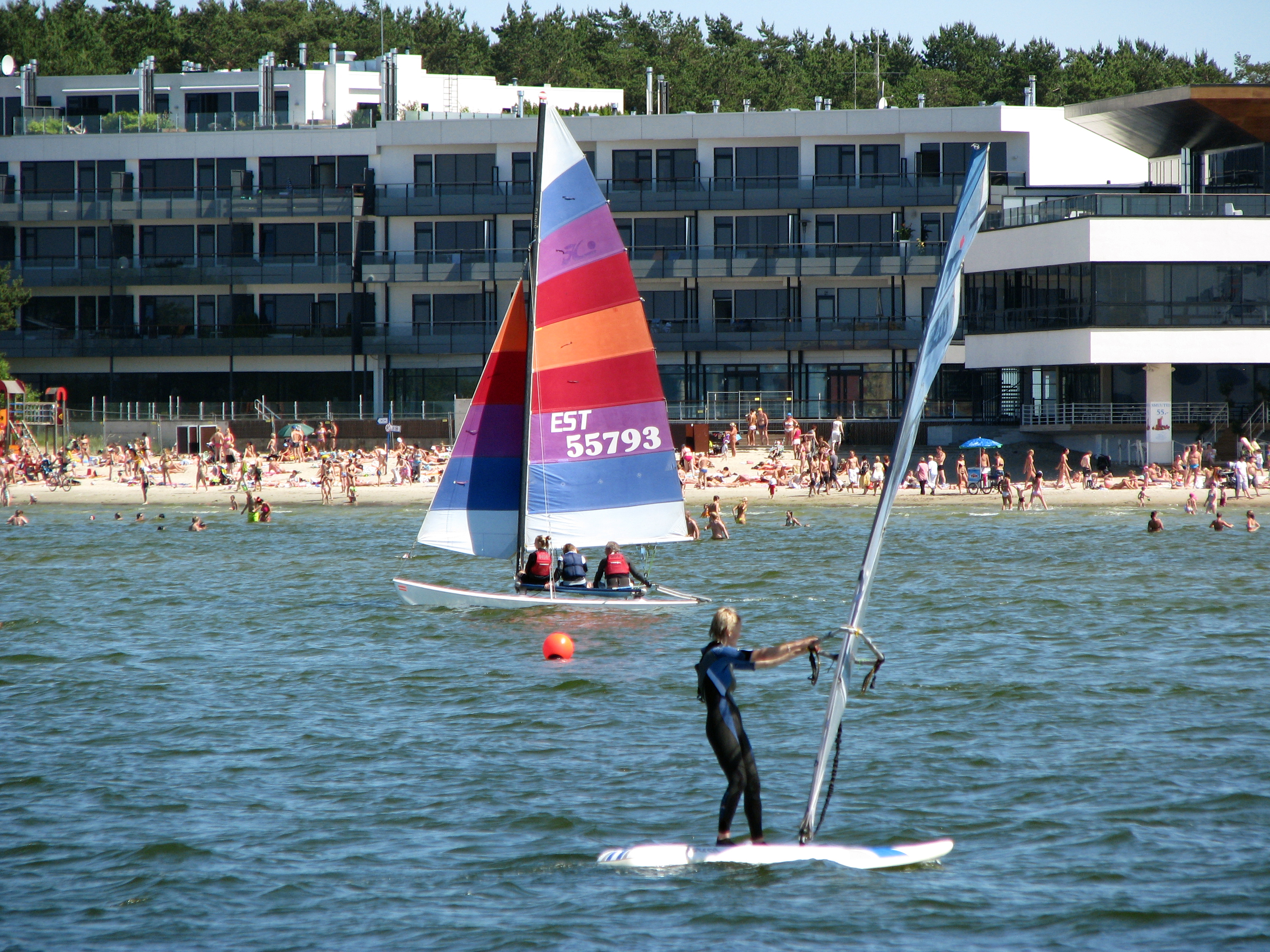
Пляж и комплекс «Pirita Beach Apartments & SPA»
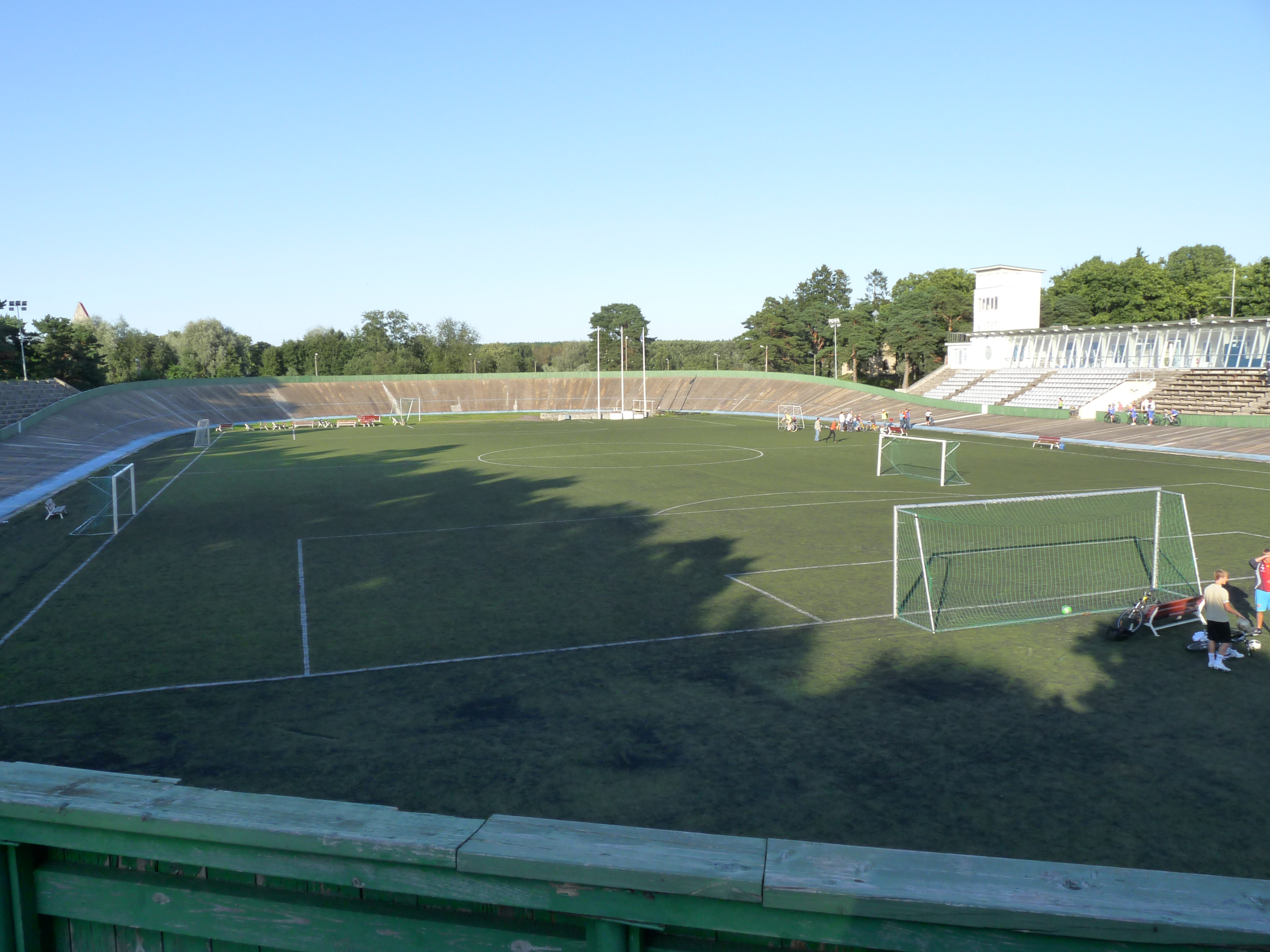
Велодром